# O Mato (Pantón)
O Mato es una aldea española situada en la parroquia de Santa Eulalia de Tuiriz, del municipio de Pantón, en la provincia de Lugo, Galicia.

## Demografía
| Gráfica de evolución demográfica de O Mato entre 2000 y 2020 |
|                                                              |
| Datos según el nomenclátor publicado por el INE.             |